# Roberto Frigerio
Roberto Frigerio (Le Havre, 16 novembre 1938 – Tenero-Contra, 9 aprile 2023) è stato un calciatore svizzero, di ruolo attaccante. Soprannominato «Mucho» proprio come il celebre padre Alessandro, era cresciuto nelle giovanili del Chiasso con cui debuttò in A a 16 anni.

## Carriera

### Nazionale
Con la Nazionale svizzera ha preso parte ai Mondiali 1962, giocando l'unica partita in Nazionale nel 1967.

## Palmarès

### Club

#### Competizioni nazionali
- Campionato svizzero: 2

Basilea: 1966-1967, 1968-1969
- Coppa Svizzera: 2

Losanna: 1963-1964
Basilea: 1966-1967

#### Competizioni internazionali
- Coppa delle Alpi: 1

Basilea: 1969